# Alberto Giacomasso
Alberto Giacomasso (Genova, 1887 – Torino, 1970) è stato uno scultore italiano.
Iniziò gli Studi all'Accademia Albertina di Torino e ben presto si dedicò all'arte funeraria, al bassorilievo, a opere in genere, anche se eccelse per i ritratti.
Fu allievo di Luigi Belli, anche egli scultore  e nel 1911 partecipa a un concorso per il monumento a Vincenzo Vela a Torino. Verso gli anni Venti esegue i monumenti ai Caduti di Lanzo Torinese (1922) e Chivasso. Condusse quindi le esposizioni alla Promotrice di Belle Arti di Torino dal 1910 e al Circolo degli Artisti nel 1945, a Roma nel 1912. Nella gipsoteca Gonetto di Cinaglio d'Asti sono conservati dei bassorilievi di influenza floreale ed il gruppo monumentale «Scioperanti», una delle sue opere più note.